# Фіалек Іполит Михайлович
Фіа́лек Іпполи́т Миха́йлович (13 липня 1875, Радинь, Седлецька губернія — 1936, Одеса) — політичний діяч, член Української Центральної Ради.
З 1900 року — член Соціал-демократії Королівства Польського і Литви. Учасник революційних подій 1905—1907 років. Засуджений до заслання. Був серед групи робітників Варшавського арсеналу, евакуйованого під час Першої світової війни. З 1916 року працівник київського «Арсеналу».
Після Лютневої революції 1917 року був обраний до Київської ради робітничих депутатів. Член Української Центральної Ради від національних меншин. На перших демократичних (всенародних) виборах у Київську міську думу, що відбулися 23 липня (5 серпня) 1917 року, був обраний гласним за списком РСДРП(б). Обраний до Всеросійських установчих зборів від Київській губернії за списком РСДРП(б). Один із керівників Січневого повстання проти Центральної Ради у Києві у січні 1918 року.
Протягом 1918–1926 років проживав у Польщі. З 1927 року повернувся в Україну, вступив до ВКП(б). Працював у редакції газети «Комуніст» у Харкові.

## Ушанування пам'яті
У 1964—2015 роках у Києві на честь Іполита Фіалека називалася вулиця у Печерському районі міста Києва.